# Verchnij Mamon
Verchnij Mamon (in russo Верхний Мамон?) è un villaggio (selo) della Russia europea sud-occidentale, situato nell'Oblast' di Voronež.
Nel XIX secolo il villaggio di Verchnij Mamon faceva parte di Verchnij Mamon volost' del uezd di Pavlovsk della Governatorato di Voronež. 
Fu qui che il 16 dicembre 1942 l'esercito russo sfondò la linea difensiva dell'8ª Armata italiana, dando inizio alla tristemente nota ritirata di Russia. 